# Mississippi (Pussycat)
Mississippi is een lied waarvan de muziek en tekst geschreven zijn door de Nederlander Werner Theunissen. Het werd een grote hit van de Nederlandse muziekgroep Pussycat.

## Inleiding
Theunissen liet zich inspireren door de hit Massachusetts uit 1967 van de Bee Gees. Het nummer gaat over de teloorgang van de countrymuziek en de opkomst van de rockmuziek, in de muziek zijn ook duidelijk momenten te horen van rockklanken en country-invloeden die het nummer overheersen. Het nummer is al enkele jaren oud, wanneer Eddy Hilberts, dan beginnend muziekproducent bij Bovema wel een geslaagde combinatie ziet als Pussycat, dan voornamelijk bezig met Motown-repertoire, het gaat zingen.
Wim Jongbloed arrangeerde het en was verantwoordelijk voor het arrangement voor het strijkorkestje. De eerste opnamen vonden plaats op 4 en 5 januari 1975. Drumstel, basgitaar, akoestische gitaar en pedal steel-gitaar worden vastgelegd terwijl de zangeressen al meezingen zonder ze op te nemen (guide vocal). Hilberts zag daarin de methode om de muziek levendig te houden. Studiomusici lazen veelal van bladmuziek en dat combineerde dan later niet goed met de sfeer van de zangpartijen. Bij die opnamen kwam een hele rits musici naar de Bovema Studio in  Heemstede:
- zang: Tonny Willé, Marianne Hensen, Betty Dragstra
- akoestische gitaar: Hans Vermeulen; pedal steel: Frans den Doolaard; countrygitaar: Mark Boon
- basgitaar: Jan Vermeulen
- piano: Jacques Greuter
- drumstel: Louis de Lussanet
- strijkorkestje onder leiding van Benny Behr
- mandoline: Mien van de Heuvel en Toos van de Brink.

De gitarist Mark Boon maakte de zangeressen attent op de juiste uitspraak van “country”. Carnaval hield de opnamen op, maar in maart 1975 kwamen de drie zangeressen naar de studio om de zangpartijen in te zingen. Het strijkorkestje kwam daarna; Hilberts wilde eerst een ARP Solina String Ensemble, maar dat klonk in zijn oren niet goed. Hilberts speelde zijn gitaarpartij als laatste in en mixte de opnamen zo, dat ze iets hoger klinken dan het origineel; het geeft een scherp randje. Hilberts is ook verantwoordelijk voor een afwijkend drumgeluid; hij plaatste de microfoon ver boven het slagwerk.

## Single
Bovema, geconfronteerd met een overschrijding van het budget, zag eigenlijk niets in Mississippi. Het was te oubollig volgens de promotiechef. Hoewel het nummer werd uitgebracht als debuutsingle van Pussycat, besteedde Bovema nauwelijks enige promotie aan de single met B-kant Do it. Het werd stil rondom Mississippi, dat in april 1975 op een promotieplaat, bedoeld voor de export, voor het eerst werd uitgebracht. De single volgde in augustus. Het nummer kreeg pas momentum, toen de NCRV het gebruikte ter ondersteuning van een quizvraag over de  Mississippi. Diskjockey Meta de Vries wilde het begin september wel draaien en bleef het daarna draaien. Kopers wisten het toen te vinden en in het najaar van 1975 kwam het de hitparades binnen. Het nummer behaalde op 13 december 1975 de eerste plaats in de Top 40 en de Nationale Hitparade. In deze hitlijsten bleef het respectievelijk vier en drie weken op nummer 1 staan. In de voetsporen daarvan volgde een rij andere landen, zoals België en West-Duitsland. In het Verenigd Koninkrijk schreef men het nummer ook al af als corny, dull, boring en wilde men het niet uitgeven. Toen dat onder weerstand toch gebeurde, kwam Mississippi daar ook de hitparade binnen en was het daar zelfs de eerste nummer 1-hit van Nederlandse bodem. Vanaf 28 augustus 1976 stond het 21 weken in de Britse lijst, waarvan vier weken op de eerste plaats. Er werd in 1976 een speciale promoclip opgenomen om de Europese markt te veroveren. De clip speelde zich af op een raderboot en volgde zangeres Willé bij de zangpartijen, waarna de band in zijn geheel werd getoond bij de refreinen.
In de nasleep dacht Nederland dat Pussycat wel miljonairs zouden zijn met een geschatte oplage van 4.000.000 exemplaren. Echter, als beginnend bandje, kregen ze maar weinig royalty's. Bovendien verwachtte het publiek dat ze gespecialiseerd waren in Mississippi-achtige countrymuziek, hetgeen niet het geval was. Dat ze als band optraden, werkte ook al niet mee; gesleep met instrumentarium en zeven musici. Ze werden daardoor commercieel ingehaald door zanggroepen als Luv' en Dolly Dots, die met een orkest/bandtape kwamen optreden. Ook Hilberts werd enigszins vastgepind met dit nummer.
Het nummer verscheen op hun debuutalbum First of all, dat pas een jaar na de eerste release van Mississippi volgde (april 1976).

## Covers
Het nummer werd vele malen gecoverd, zoals door Lucille Starr, Barbara Fairchild, Claw Boys Claw, Jonathan King, Matchbox, Jo Vally, Raymond Lefèvre, Roy Etzel, Tracy Huang en Pepel in Kri, en door artiesten in andere talen als het Zweeds, Duits, Deens en Hebreeuws. Anders dan Pussycat behaalde Fairchild wel een hitnotering in de VS met een nummer 31-notering in 1976 in de Hot Country Songs. Zelf bracht Pussycat nog een Duitstalige versie uit en zongen ze in 2007 de achtergrondzang voor de versie van Dennis Jones.
Verder verschenen nog enkele versies in het Nederlands, zoals Ik zal je missen (2007) van Mama's Jasje en verder nog van Jo Vally een versie die ook Mississippi (2013) heette. De meest succesvolle Nederlandstalige bewerking komt echter op naam van volkszanger Melvin, een alter-ego van Kees Prins (Jiskefet) die er in de zomer van 2000 tijdens het EK voetbal in Nederland en België de voetbalhit 'Oh oh Oranje' mee scoorde. Fernando Calle bracht verder nog de Spaanse versie Te necesito uit.
De B-kant van de single, Do it, verscheen als sample in Fint Väder van Zweedse hiphop formatie The Latin Kings.

## Hitnoteringen
De single behaalde geen notering in de VS, het land waar de rivier de Mississippi stroomt. Wel bereikte de cover van Barbara Fairchild in september 1976 de Billboard Hot Country Songs top 100.

## Nederland en België

### Nederlandse Top 40
| "Mississippi" in de Nederlandse Top 40 binnen: 29-11-1975 | "Mississippi" in de Nederlandse Top 40 binnen: 29-11-1975 | "Mississippi" in de Nederlandse Top 40 binnen: 29-11-1975 | "Mississippi" in de Nederlandse Top 40 binnen: 29-11-1975 | "Mississippi" in de Nederlandse Top 40 binnen: 29-11-1975 | "Mississippi" in de Nederlandse Top 40 binnen: 29-11-1975 | "Mississippi" in de Nederlandse Top 40 binnen: 29-11-1975 | "Mississippi" in de Nederlandse Top 40 binnen: 29-11-1975 | "Mississippi" in de Nederlandse Top 40 binnen: 29-11-1975 | "Mississippi" in de Nederlandse Top 40 binnen: 29-11-1975 | "Mississippi" in de Nederlandse Top 40 binnen: 29-11-1975 | "Mississippi" in de Nederlandse Top 40 binnen: 29-11-1975 | "Mississippi" in de Nederlandse Top 40 binnen: 29-11-1975 | "Mississippi" in de Nederlandse Top 40 binnen: 29-11-1975 | "Mississippi" in de Nederlandse Top 40 binnen: 29-11-1975 |
| Week                                                      | 1                                                         | 2                                                         | 3                                                         | 4                                                         | 5                                                         | 6                                                         | 7                                                         | 8                                                         | 9                                                         | 10                                                        | 11                                                        | 12                                                        | 13                                                        |                                                           |
| --------------------------------------------------------- | --------------------------------------------------------- | --------------------------------------------------------- | --------------------------------------------------------- | --------------------------------------------------------- | --------------------------------------------------------- | --------------------------------------------------------- | --------------------------------------------------------- | --------------------------------------------------------- | --------------------------------------------------------- | --------------------------------------------------------- | --------------------------------------------------------- | --------------------------------------------------------- | --------------------------------------------------------- | --------------------------------------------------------- |
| Positie                                                   | 26                                                        | 3                                                         | 1                                                         | 1                                                         | 1                                                         | 1                                                         | 2                                                         | 3                                                         | 6                                                         | 10                                                        | 20                                                        | 26                                                        | 36                                                        | uit                                                       |

### Nationale Hitparade
| "Mississippi" in de Nederlandse Nationale Hitparade binnen: 22-11-1975 | "Mississippi" in de Nederlandse Nationale Hitparade binnen: 22-11-1975 | "Mississippi" in de Nederlandse Nationale Hitparade binnen: 22-11-1975 | "Mississippi" in de Nederlandse Nationale Hitparade binnen: 22-11-1975 | "Mississippi" in de Nederlandse Nationale Hitparade binnen: 22-11-1975 | "Mississippi" in de Nederlandse Nationale Hitparade binnen: 22-11-1975 | "Mississippi" in de Nederlandse Nationale Hitparade binnen: 22-11-1975 | "Mississippi" in de Nederlandse Nationale Hitparade binnen: 22-11-1975 | "Mississippi" in de Nederlandse Nationale Hitparade binnen: 22-11-1975 | "Mississippi" in de Nederlandse Nationale Hitparade binnen: 22-11-1975 | "Mississippi" in de Nederlandse Nationale Hitparade binnen: 22-11-1975 | "Mississippi" in de Nederlandse Nationale Hitparade binnen: 22-11-1975 | "Mississippi" in de Nederlandse Nationale Hitparade binnen: 22-11-1975 |
| Week                                                                   | 1                                                                      | 2                                                                      | 3                                                                      | 4                                                                      | 5                                                                      | 6                                                                      | 7                                                                      | 8                                                                      | 9                                                                      | 10                                                                     | 11                                                                     |                                                                        |
| ---------------------------------------------------------------------- | ---------------------------------------------------------------------- | ---------------------------------------------------------------------- | ---------------------------------------------------------------------- | ---------------------------------------------------------------------- | ---------------------------------------------------------------------- | ---------------------------------------------------------------------- | ---------------------------------------------------------------------- | ---------------------------------------------------------------------- | ---------------------------------------------------------------------- | ---------------------------------------------------------------------- | ---------------------------------------------------------------------- | ---------------------------------------------------------------------- |
| Positie                                                                | 22                                                                     | 11                                                                     | 3                                                                      | 1                                                                      | 1                                                                      | 1                                                                      | 2                                                                      | 3                                                                      | 8                                                                      | 13                                                                     | 24                                                                     | uit                                                                    |

### Vlaamse Ultratop 50
| "Mississippi" in de Vlaamse Ultratop 50 binnen: 13-12-1975 | "Mississippi" in de Vlaamse Ultratop 50 binnen: 13-12-1975 | "Mississippi" in de Vlaamse Ultratop 50 binnen: 13-12-1975 | "Mississippi" in de Vlaamse Ultratop 50 binnen: 13-12-1975 | "Mississippi" in de Vlaamse Ultratop 50 binnen: 13-12-1975 | "Mississippi" in de Vlaamse Ultratop 50 binnen: 13-12-1975 | "Mississippi" in de Vlaamse Ultratop 50 binnen: 13-12-1975 | "Mississippi" in de Vlaamse Ultratop 50 binnen: 13-12-1975 | "Mississippi" in de Vlaamse Ultratop 50 binnen: 13-12-1975 | "Mississippi" in de Vlaamse Ultratop 50 binnen: 13-12-1975 | "Mississippi" in de Vlaamse Ultratop 50 binnen: 13-12-1975 | "Mississippi" in de Vlaamse Ultratop 50 binnen: 13-12-1975 | "Mississippi" in de Vlaamse Ultratop 50 binnen: 13-12-1975 | "Mississippi" in de Vlaamse Ultratop 50 binnen: 13-12-1975 | "Mississippi" in de Vlaamse Ultratop 50 binnen: 13-12-1975 |
| Week                                                       | 1                                                          | 2                                                          | 3                                                          | 4                                                          | 5                                                          | 6                                                          | 7                                                          | 8                                                          | 9                                                          | 10                                                         | 11                                                         | 12                                                         | 13                                                         |                                                            |
| ---------------------------------------------------------- | ---------------------------------------------------------- | ---------------------------------------------------------- | ---------------------------------------------------------- | ---------------------------------------------------------- | ---------------------------------------------------------- | ---------------------------------------------------------- | ---------------------------------------------------------- | ---------------------------------------------------------- | ---------------------------------------------------------- | ---------------------------------------------------------- | ---------------------------------------------------------- | ---------------------------------------------------------- | ---------------------------------------------------------- | ---------------------------------------------------------- |
| Positie                                                    | 28                                                         | 9                                                          | 4                                                          | 1                                                          | 1                                                          | 1                                                          | 1                                                          | 2                                                          | 3                                                          | 5                                                          | 10                                                         | 18                                                         | 27                                                         | uit                                                        |

### Vlaamse Radio 2 Top 30
| "Mississippi" in de Vlaamse Radio 2 Top 30 binnen: 20-12-1975 | "Mississippi" in de Vlaamse Radio 2 Top 30 binnen: 20-12-1975 | "Mississippi" in de Vlaamse Radio 2 Top 30 binnen: 20-12-1975 | "Mississippi" in de Vlaamse Radio 2 Top 30 binnen: 20-12-1975 | "Mississippi" in de Vlaamse Radio 2 Top 30 binnen: 20-12-1975 | "Mississippi" in de Vlaamse Radio 2 Top 30 binnen: 20-12-1975 | "Mississippi" in de Vlaamse Radio 2 Top 30 binnen: 20-12-1975 | "Mississippi" in de Vlaamse Radio 2 Top 30 binnen: 20-12-1975 | "Mississippi" in de Vlaamse Radio 2 Top 30 binnen: 20-12-1975 | "Mississippi" in de Vlaamse Radio 2 Top 30 binnen: 20-12-1975 | "Mississippi" in de Vlaamse Radio 2 Top 30 binnen: 20-12-1975 | "Mississippi" in de Vlaamse Radio 2 Top 30 binnen: 20-12-1975 | "Mississippi" in de Vlaamse Radio 2 Top 30 binnen: 20-12-1975 |
| Week                                                          | 1                                                             | 2                                                             | 3                                                             | 4                                                             | 5                                                             | 6                                                             | 7                                                             | 8                                                             | 9                                                             | 10                                                            | 11                                                            |                                                               |
| ------------------------------------------------------------- | ------------------------------------------------------------- | ------------------------------------------------------------- | ------------------------------------------------------------- | ------------------------------------------------------------- | ------------------------------------------------------------- | ------------------------------------------------------------- | ------------------------------------------------------------- | ------------------------------------------------------------- | ------------------------------------------------------------- | ------------------------------------------------------------- | ------------------------------------------------------------- | ------------------------------------------------------------- |
| Positie:                                                      | 9                                                             | 2                                                             | 2                                                             | 1                                                             | 1                                                             | 1                                                             | 2                                                             | 4                                                             | 10                                                            | 12                                                            | 30                                                            | uit                                                           |

### Evergreen Top 1000
| Evergreen Top 1000 "Mississippi" | Evergreen Top 1000 "Mississippi" | Evergreen Top 1000 "Mississippi" | Evergreen Top 1000 "Mississippi" | Evergreen Top 1000 "Mississippi" | Evergreen Top 1000 "Mississippi" | Evergreen Top 1000 "Mississippi" | Evergreen Top 1000 "Mississippi" | Evergreen Top 1000 "Mississippi" | Evergreen Top 1000 "Mississippi" | Evergreen Top 1000 "Mississippi" | Evergreen Top 1000 "Mississippi" | Evergreen Top 1000 "Mississippi" | Evergreen Top 1000 "Mississippi" | Evergreen Top 1000 "Mississippi" | Evergreen Top 1000 "Mississippi" | Evergreen Top 1000 "Mississippi" |
| Jaar                             | 2008                             | 2009                             | 2010                             | 2011                             | 2012                             | 2013                             | 2014                             | 2015                             | 2016                             | 2017                             | 2018                             | 2019                             | 2020                             | 2021                             | 2022                             | 2023                             |
| -------------------------------- | -------------------------------- | -------------------------------- | -------------------------------- | -------------------------------- | -------------------------------- | -------------------------------- | -------------------------------- | -------------------------------- | -------------------------------- | -------------------------------- | -------------------------------- | -------------------------------- | -------------------------------- | -------------------------------- | -------------------------------- | -------------------------------- |
| Positie                          | 115                              | 17                               | 81                               | 81                               | 87                               | 42                               | 80                               | 76                               | 39                               | 102                              | 104                              | 136                              | 106                              | 128                              | 139                              | 148                              |

### NPO Radio 2 Top 2000
| Nummer met noteringen in de NPO Radio 2 Top 2000 | '99 | '00 | '01 | '02 | '03 | '04 | '05 | '06 | '07 | '08 | '09 | '10  | '11  | '12  | '13  | '14  | '15  | '16  |
| ------------------------------------------------ | --- | --- | --- | --- | --- | --- | --- | --- | --- | --- | --- | ---- | ---- | ---- | ---- | ---- | ---- | ---- |
| Mississippi                                      | 430 | 555 | 929 | 794 | 702 | 832 | 655 | 626 | 696 | 660 | -   | 1005 | 1266 | 1633 | 1595 | 1610 | 1691 | 1796 |

1. ↑  Een '-' betekent dat het nummer niet was genoteerd en een vetgedrukt getal geeft de hoogste notering aan.
2. ↑  Deze tabel is bijgewerkt tot en met de laatste editie (2024).

### Andere landen
Het lied kwam in 1977 ook uit in de VS (twee maal) en Canada maar behaalde daar geen notering in de hitlijsten.
| Hitlijst            | Piekpositie | Aantal weken |
| ------------------- | ----------- | ------------ |
| Nieuw-Zeeland       | 1           | 32           |
| West-Duitsland      | 1           | 32           |
| Noorwegen           | 1           | 25           |
| Zwitserland         | 1           | 23           |
| Verenigd Koninkrijk | 1           | 21           |
| Ierland             | 1           | 15           |
| Oost-Duitsland      | 1           | ?            |
| Polen               | 1           | ?            |
| Hongarije           | 1           | ?            |
| Zuid-Afrika         | 1           | ?            |
| Israël              | 1           | ?            |
| Australië           | 1           | ?            |
| Brazilië            | 1           | ?            |
| Oostenrijk          | 4           | 32           |
| Zweden              | 6           | 8            |